# Limba sotho
Limba sotho , de asemenea cunoscută și ca sesotho sau sotho de sud este o limbă bantu vorbită în majoritate în Africa de Sud, unde este una dintre cele 11 limbi oficiale ale statului, dar și în Lesotho, unde este limba națională.
Sotho este înrudită cu limbile tswana, kgalagari și lozi și este o limbă aglutinantă, folosindu-se de numeroase afixe și reguli de derivare și de inflexiune pentru a forma cuvintele.